# Formoso, Kansas
Formoso là một thành phố thuộc quận Jewell, tiểu bang Kansas, Hoa Kỳ. Năm 2010, dân số của xã này là 93 người.

## Dân số
Dân số các năm:
- Năm 2000: 129 người
- Năm 2010: 93 người